# Prima vittoria
Prima vittoria (In Harm's Way) è un film del 1965 diretto da Otto Preminger.
Il film fu candidato all'oscar per la miglior fotografia in bianco e nero e Patricia Neal vinse il BAFTA come miglior attrice straniera.

## Trama
Il capitano Torrey ed il comandante Eddington devono arginare i danni che le navi hanno subito in seguito all'attacco di Pearl Harbor. In tutto questo il primo cerca di ricucire i rapporti con il figlio e di dare una svolta positiva alla sua relazione con un'infermiera.

## Distribuzione
È stato presentato fuori concorso al 18º Festival di Cannes.